# Bơi ngửa

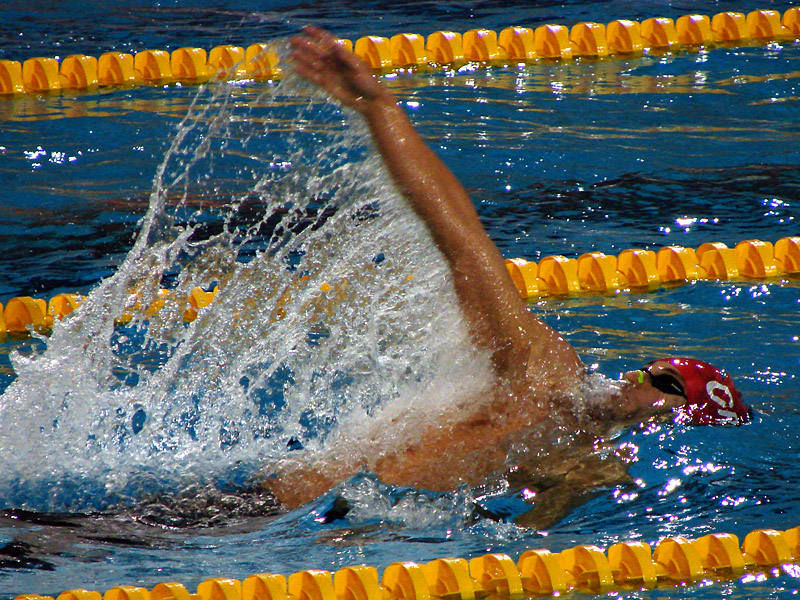
Gordan Kožulj bơi ngửa tại Giải vô địch Châu Âu 2008.

Bơi ngửa là kiểu bơi duy nhất trong bốn kiểu bơi thông dụng trong thi đấu thành tích cao mà người bơi nằm ngửa và hướng mặt lên phía trên khi bơi. Thuận lợi của kiểu bơi này là hít thở dễ dàng nhưng khó khăn ở chỗ người bơi ngửa không thể quan sát thuận lợi trực tiếp mình đã bơi đến đâu. Kĩ thuật xuất phát của bơi ngửa cũng khác hoàn toàn so với ba kiểu bơi còn lại. Bơi ngửa được coi là bơi trườn sấp đảo ngược và cùng là kiểu bơi dựa trên trục dài với bơi trườn sấp. Trong bơi hỗn hợp cá nhân, bơi ngửa được thực hiện thứ hai và trong bơi hỗn hợp tiếp sức, bơi ngửa được thực hiện ngay đầu tiên.